# آیین (فیلم)
«آیین» (انگلیسی: The Ritual (film)) فیلمی در ژانر ترسناک است که در سال ۲۰۰۹ منتشر شد.